# 飞天红中侠
《飛天紅中俠》（The Greatest American Hero）是美國製作的科幻電視劇，全三季共42集（另有一集開播前的兩小時前導試拍版），於1981年到1983年期間由美國廣播公司播出。片中敘述意外得到外星超人裝的高中老師男主角李立（Ralph Hinkley，後因避諱與1981年美國總統雷根遇刺案兇手約翰·辛克利同姓，而改为「漢利」（Hanley），香港配音：馮志潤），與正在協助他打離婚官司的女律師潘·戴維森（Pam Davidson），以及得知其真實身分的美國聯邦探員麥比利（Bill Maxwell，香港配音：黃兆強）共同與外星人侵略對抗的故事。
本劇主題曲「Believe It or Not」當時曾登上排行榜冠軍，在美國膾炙人口，之後很多影視制作都曾經引用。

## 引進情況
- 臺灣

【中視】
中國電視公司於1987年11月8日於「霹靂劇場」影集時段，以中文配音播出。
- 香港

【無線電視】
電視廣播有限公司於1987年以粵語配音播出。劇中「飛天紅中俠」為主角李立變身成為超人後的名稱，「紅中」則是指他的紅衣胸口上面，有個類似「中」字的紅色圖案。但其實此圖案是本劇製作人史蒂芬·J·坎尼爾（Stephen J. Cannell）當初從自己手邊的一把剪刀造型所得到的靈感，與中文文字無關。
- 日本

【日本電視台】
日本電視台於1982年8月26日以日語配音播出。